# Autopista M4
La Autopista M4 o la M4, originalmente la autopista Londres-Gales del Sur, es una autopista del Reino Unido que va desde el oeste de Londres hasta el suroeste de Gales . El tramo inglés del puente Severn se construyó entre 1961 y 1971; el elemento galés se completó en gran parte en 1980, aunque una sección fuera de la autopista alrededor del puente Briton Ferry permaneció hasta 1993. Tras la apertura del segundo cruce de Severn en 1996, la M4 se desvió sobre él.
La línea de la autopista de Londres a Bristol discurre paralela a la A4 . Después de cruzar el río Severn, gratuito desde el 17 de diciembre de 2018, la autopista sigue la A48 , para terminar en los servicios de Pont Abraham en Carmarthenshire.
La M4 es la única autopista de Gales aparte de sus dos ramales: la A48(M) y la M48 . Los principales pueblos y ciudades a lo largo de la ruta, una distancia de aproximadamente 304 km, incluyen Slough, Reading, Swindon, Bristol, Newport, Cardiff, Bridgend, Port Talbot y Swansea.

## Paradas
- Punto de partida en Chiswick
- Hounslow
- Aeropuerto de Heathrow
- Slough
- Maidenhead
- Reading
- Newbury
- Swindon
- Chippenham
- Bristol
- Newport
- Cardiff
- Bridgend
- Puerto Talbot
- Swansea
- Llanelli
- Punto de encuentro en los Pont Abraham Services.

- Datos: Q1638174
- Multimedia: M4 motorway / Q1638174